# Stephan Glatzel
Stephan Glatzel (* 14. Dezember 1966 in Überlingen) ist ein deutscher Agrarwissenschaftler, Geoökologe und Landschaftsökologe. Er ist Universitätsprofessor für Geoökologie an der Universität Wien.
Glatzel wurde 2004 an der Universität Göttingen im Fach Geographie habilitiert. Von 2006 bis 2014 war er Professor für Landschaftsökologie und Standortkunde an der Universität Rostock.
Er beschäftigt sich mit Gasflüssen zwischen Ökosystem und Atmosphäre. Das Spektrum seiner Arbeit reicht dabei von der Analyse über die Modellierung, ökologische Bewertung und Interpretation bis hin zur Regionalisierung von Stoffbilanzen. Weitere Forschungsschwerpunkte von Stephan Glatzel sind Kohlenstoff- und Stickstoffhaushalt von Mooren, Wälder und Agrarökosystemen sowie Bodengeographie.

## Publikationen (Auswahl)
- A. Jordan, G. Jurasinski, S. Glatzel: Small scale spatial heterogeneity of soil respiration in an old growth temperatedeciduous forest. In: Biogeosciences Discuss. Band 6, 2009, S. 9977–10005.
- T. Hoffmann, S. Glatzel, R. Dikau: A carbon storage perspective on alluvial sediment storage in the Rhine catchment. In: Geomorphology. Band 108, 2009, S. 127–137.
- G. Gleixner, C. Tefs, A. Jordan, M. Hammer, C. Wirth, A. Nueske, A. Telz, U. E. Schmidt, S. Glatzel: Soil Carbon Accumulation in Old-Growth Forests. In: C. Wirth et al. (Hrsg.): Old Growth Forests. (= Ecological Studies. Band 207). Springer Verlag, Berlin/Heidelberg 2009, ISBN 978-3-540-92705-1, S. 231–261.
- C. Baum, M. Fienemann, S. Glatzel, G. Gleixner: Overstory-specific effects of litter fall on the microbial carbon turnover in a mature deciduous forest. In: Forest Ecology and Management. Band 258, 2009, S. 109–114.
- A. Jordan, S. Glatzel: Gis based regionalization of soil respiration based on regression kriging GIS. In: Science. Band 4, 2008, S. 4–11.